# Pitcairnia calcicola
Pitcairnia calcicola là một loài thực vật có hoa trong họ Bromeliaceae. Loài này được J.R.Grant & J.F.Morales miêu tả khoa học đầu tiên năm 1996.